# Cassephyra griseolineata
Cassephyra griseolineata är en fjärilsart som beskrevs av Paul Dognin 1911. Cassephyra griseolineata ingår i släktet Cassephyra och familjen mätare. Inga underarter finns listade i Catalogue of Life.